# Сан-Матео (Ансоатеги)
Сан-Матео (исп. San Mateo) — город на северо-востоке Венесуэлы, на территории штата Ансоатеги. Является административным центром муниципалитета Либертад.

## История
До прихода европейцев территорию муниципалитета населяли карибы (представители племён чакопатов и куманаготов). Поселение, из которого позднее вырос город, было основано в 1715 году как францисканская миссия.

## Географическое положение
Сан-Матео расположен в северо-восточной части штата, к западу от реки Преспунталь (приток реки Арагуа), на расстоянии приблизительно 36 километров к юго-юго-востоку (SSE) от Барселоны, административного центра штата. Абсолютная высота — 126 метров над уровнем моря.

## Климат
Климат города характеризуется как тропический, с сухой зимой и дождливым летом (Aw в классификации климатов Кёппена). Среднегодовое количество атмосферных осадков — 946 мм. Наименьшее количество осадков выпадает в марте (11 мм), наибольшее количество — в июле (177 мм). Средняя годовая температура составляет 26,1 °C.

## Население
По данным Национального института статистики Венесуэлы, численность населения города в 2013 году составляла 10 017 человек.

## Транспорт
Через город проходит национальная автомагистраль № 16 (исп. Troncal 16).